# Adelaida de Saxònia-Meiningen
|  | Per a altres significats, vegeu «Adelaida de Saxònia-Meiningen (reina del Regne Unit)». |

La princesa Adelaida de Saxònia-Meiningen (16 d'agost de 1891 - 25 abril de 1971) era filla de Príncep Frederic Joan de Saxònia-Meiningen i la seva muller la Comtessa Adelaida de Lippe-Biesterfeld.

## Família
Adelaida (alemany: Adelheid) Prince Frederick era el fill més jove de Jordi II de Saxònia-Meiningen per la seva segona muller Feodora de Hohenlohe-Langenburg. Tenia cinc germans, incloent-hi el príncep Jordi de Saxònia-Meiningen, un presoner de guerra matava durant Segona Guerra Mundial, i el príncep Bernat de Saxònia-Meiningen.
La mare d'Adelaida, també anomenada Adelaida, era la filla gran del comte Ernest de Lippe-Biesterfeld, que era el regent del principat de Lippe durant set anys (1897-1904).

## Matrimoni
El 3 d'agost de 1914, al començament de la Primera Guerra Mundial, Adelaida es casà amb el Príncep Albert de Prússia (alemany: Adalbert) a Wilhelmshaven, Slesvig-Holstein, Imperi Alemany. Aquest era el fill més jove del Kaiser Guillem II de Prússia. El pare d'Adelaida morí pocs dies després, el dia 23. Durant el primer mes del seu matrimoni, és declar
 que el Príncep Albert havia mort en batalla a Brussel·les. Això, tanmateix, fou només un rumor i el príncep havia estat il·lès. El març de 1915, se'l promovia a capità de l'armada i comandant en l'exèrcit.
Ella i el Príncep Albert tingueren tres fills:
- Princesa Victòria Marina de (4 de setembre de 1915), filla morta en nàixer.
- Princesa Victòria Marina (11 de setembre de 1917 - 21 de gener de 1981) que es casà amb un advocat americà.
- Príncep Guillem Víctor (15 de febrer de 1919 - 7 de febrer de 1989) que es casà a Donaueschingen el 20 de juliol de 1944 Comtessa Maria Antonieta Hoyos (27 de juny de 1920 - Marbella 1 de març de 2004).

La seva primera filla Victòria Marina mori poc després de naixement, encara que hi ha informes que Adelaida havia nascut en "condicions satisfactòries".

## Adultesa i senectut
Després que Guillem II abdiqués el 1918 al final de la Primera Guerra Mundial, el Príncep Albert buscava refugi al seu iot, que havia estat mantingut per una tripulació lleial. La princesa Adelaida i els seus fills aviat l'intentaven seguir, viatjant en tren des de Kiel. Es retardaven tanmateix, i finalment es venien a estar quedant a Baviera del sud amb el Príncep Enric de Baviera (un net de Lluís III de Baviera i la seva muller. Ella i el Príncep Albert es reuniren més tard.
La princesa Adelaida moria 25 d'abril de La Tour-de-Peilz, Suïssa. El seu marit havia mort 23 anys abans, 22 de setembre de 1948, en la mateixa localitat.

## Títols, estils, honors i armes
- 16 d'agost - 3 agost 1914 de 1891: La Seva Altesa Princesa Adelaida de Saxònia-Meiningen.[1]
- 3 d'agost - 25 abril 1971 de 1914: La Seva Altesa Reial Princesa Adalbert de Prússia